# Championnat du Nicaragua de football 2007-2008
Navigation
Saison précédente Saison suivante
La Primera División 2007-2008 est la soixante-cinquième édition de la première division nicaraguayenne.
Lors de ce tournoi, le Real Estelí FC a conservé son titre de champion du Nicaragua face aux neuf meilleurs clubs nicaraguayens.
La saison était divisée en deux tournois, l'Apertura et le Clausura, le Real Estelí FC ayant remporté les deux tournois, il a été sacré champion sans disputer la finale du championnat.
Lors des deux tournois, chacun des dix clubs participants était confronté deux fois aux neuf autres équipes, puis les quatre meilleurs se sont affrontés lors d'une phase finale à la fin du tournoi.
Seulement une place était qualificative pour la Ligue des champions de la CONCACAF.

## Les 10 clubs participants
| \| América Managua Deportivo Walter Ferreti I Deportivo Bluefields Deportivo Ocotal Diriangén FC Deportivo Jalapa Deportivo Masatepe Real Estelí FC Real Madriz FC San Marcos América Managua Deportivo Walter Ferreti \| Localisation des clubs engagés dans le championnat. |
| América Managua Deportivo Walter Ferreti I Deportivo Bluefields Deportivo Ocotal Diriangén FC Deportivo Jalapa Deportivo Masatepe Real Estelí FC Real Madriz FC San Marcos América Managua Deportivo Walter Ferreti                                                           |

| Club                      | Stade                                        | Capacité | Ville      |
| América Managua           | Stade Olympique de l'Indépendance de Managua | 8 000    | Managua    |
| Deportivo Bluefields (en) | Stade Glorias Costeñas                       | 4 000    | Bluefields |
| Deportivo Ocotal (en)     | Stade Roy Fernandez Bermuda                  | 3 000    | Ocotal     |
| Diriangén FC              | Stade Cacique Diriangén                      | 7 500    | Diriamba   |
| Deportivo Jalapa (en)     | Stade Alejandro Ramos                        | 1 000    | Jalapa     |
| Deportivo Masatepe        | Stade José Ernesto Sanchez                   | 2 000    | Masatepe   |
| Real Estelí FC            | Stade de l'Indépendance                      | 4 800    | Estelí     |
| Real Madriz               | Stade Municipal de Somoto                    | 3 000    | Somoto     |
| FC San Marcos             | Stade Olimpico de San Marcos                 | 3 000    | San Marcos |
| Deportivo Walter Ferreti  | Stade Olympique de l'Indépendance de Managua | 8 000    | Managua    |

## Tournoi Apertura
Ce tournoi se déroule de la façon suivante, en deux phases :
- La phase de qualification : les dix-huit journées de championnat.
- La phase finale : les confrontations aller-retour allant des demi-finales à la finale.

### Phase de qualification
Les dix équipes affrontent à deux reprises les neuf autres équipes selon un calendrier tiré aléatoirement.
Le classement est établi sur le barème de points classique (victoire à 3 points, match nul à 1, défaite à 0).
Le départage final se fait selon les critères suivants :
- Le nombre de points.
- La différence de buts générale.
- Le nombre de buts marqué.

#### Classement
| Rang | Équipe                    | Pts | J  | G  | N | P  | Bp | Bc | Diff |
| ---- | ------------------------- | --- | -- | -- | - | -- | -- | -- | ---- |
| 1    | Real Estelí FC (T)        | 45  | 18 | 14 | 3 | 1  | 51 | 19 | +32  |
| 2    | Diriangén FC              | 37  | 18 | 10 | 7 | 1  | 36 | 19 | +17  |
| 3    | Deportivo Walter Ferreti  | 33  | 18 | 9  | 6 | 3  | 35 | 22 | +13  |
| 4    | Deportivo Bluefields (en) | 29  | 18 | 8  | 5 | 5  | 34 | 24 | +10  |
| 5    | Deportivo Masatepe        | 24  | 18 | 7  | 3 | 8  | 21 | 22 | -1   |
| 6    | Real Madriz               | 24  | 18 | 7  | 3 | 8  | 28 | 30 | -2   |
| 7    | FC San Marcos             | 21  | 18 | 5  | 6 | 7  | 23 | 36 | -13  |
| 8    | América Managua           | 14  | 18 | 4  | 2 | 12 | 20 | 29 | -9   |
| 9    | Deportivo Jalapa (en)     | 12  | 18 | 3  | 3 | 12 | 21 | 40 | -19  |
| 10   | Deportivo Ocotal (en) (P) | 9   | 18 | 1  | 6 | 11 | 12 | 40 | -28  |

| Légende : Qualifications et relégations | Légende : Qualifications et relégations                  |
| --------------------------------------- | -------------------------------------------------------- |
|                                         | Qualifié pour les demi-finales                           |
|                                         | (T) : Tenant du titre (P) : Promu de la saison 2006-2007 |

#### Matchs
| Résultats (▼dom., ►ext.)                                   | Amé | Blu | Dir | Jal | Mas | Dep | REs | RMa | San | Wal |
| América Managua                                            |     | 1-2 | 2-0 | 2-2 | 1-2 | 2-0 | 0-1 | 4-1 | 4-0 | 1-3 |
| Deportivo Bluefields (en)                                  | 2-0 |     | 3-3 | 3-2 | 1-0 | 5-0 | 1-3 | 0-0 | 2-1 | 1-2 |
| Diriangén FC                                               | 3-0 | 1-1 |     | 5-2 | 3-1 | 2-0 | 3-2 | 1-1 | 0-0 | 2-1 |
| Deportivo Jalapa (en)                                      | 1-0 | 2-1 | 0-1 |     | 0-1 | 2-0 | 2-5 | 1-2 | 1-2 | 1-2 |
| Deportivo Masatepe                                         | 1-0 | 1-4 | 0-1 | 3-0 |     | 2-1 | 2-2 | 3-1 | 0-1 | 1-1 |
| Deportivo Ocotal (en)                                      | 1-1 | 1-1 | 1-2 | 0-0 | 0-0 |     | 0-3 | 2-0 | 3-4 | 1-1 |
| Real Estelí FC                                             | 4-1 | 1-1 | 3-3 | 3-1 | 1-0 | 0-1 |     | 1-0 | 2-1 | 1-0 |
| Real Madriz                                                | 3-1 | 3-2 | 0-4 | 3-1 | 0-1 | 3-0 | 2-3 |     | 2-0 | 1-1 |
| FC San Marcos                                              | 1-1 | 2-4 | 1-1 | 2-2 | 2-1 | 0-0 | 0-4 | 1-5 |     | 3-3 |
| Deportivo Walter Ferreti                                   | 2-0 | 1-0 | 1-1 | 5-1 | 3-2 | 2-1 | 1-2 | 4-1 | 2-2 |     |
| - Victoire à domicile - Match nul - Victoire à l'extérieur |     |     |     |     |     |     |     |     |     |     |

### La Phase Finale
Les quatre équipes qualifiées sont réparties dans le tableau final d'après leur classement général.
En cas d'égalité sur la somme des deux matchs, c'est l'équipe ayant marqué le plus de buts à extérieur qui l'emporte puis une prolongation et une séance de tirs au but ont éventuellement lieu.

#### Tableau
|  |                           |            |              |            |                |     |   |        |        |        |        |        |
|  | 1/2 finale                | 1/2 finale | 1/2 finale   | 1/2 finale | 1/2 finale     |     |   | Finale | Finale | Finale | Finale | Finale |
|  |                           |            |              |            |                |     |   |        |        |        |        |        |
|  |                           |            |              |            |                |     |   |        |        |        |        |        |
|  | Real Estelí FC            | (1)        | 3            | 3          |                |     |   |        |        |        |        |        |
|  | Real Estelí FC            | (1)        | 3            | 3          |                |     |   |        |        |        |        |        |
|  | Deportivo Bluefields (en) | (4)        | 1            | 0          |                |     |   |        |        |        |        |        |
|  | Deportivo Bluefields (en) | (4)        | 1            | 0          | Real Estelí FC | (1) | 2 | 0      |        |        |        |        |
|  |                           |            |              |            |                | (1) | 2 | 0      |        |        |        |        |
|  |                           |            | Diriangén FC | (2)        | 0              | 0   |   |        |        |        |        |        |
|  | Diriangén FC              | (2)        | Diriangén FC | (2)        | 0              | 0   | 3 | 1      |        |        |        |        |
|  | Diriangén FC              | (2)        |              |            |                |     | 3 | 1      |        |        |        |        |
|  | Deportivo Walter Ferreti  | (3)        | 1            | 0          |                |     |   |        |        |        |        |        |
|  | Deportivo Walter Ferreti  | (3)        | 1            | 0          |                |     |   |        |        |        |        |        |

#### Demi-finales
| Club           | Aller | Retour | Club                      | Commentaire |
| Real Estelí FC | 3-1   | 3-0    | Deportivo Bluefields (en) |             |
| Diriangén FC   | 3-1   | 1-0    | Deportivo Walter Ferreti  |             |

#### Finale
| Match aller      | Diriangén FC | 0:2   | Real Estelí FC                        | Stade Cacique Diriangén |  |
| 16 décembre 2007 |              | (0:0) | Ricardo Vega 59e · Franklin López 78e |                         |  |

| Match retour     | Real Estelí FC | 0:0   | Diriangén FC | Stade de l'Indépendance |  |
| 23 décembre 2007 |                | (0:0) |              |                         |  |

## Tournoi Clausura
Ce tournoi se déroule de la même façon que les tournois saisonniers précédents, en deux phases :
- La phase de qualification : les dix-huit journées de championnat.
- La phase finale : les confrontations aller-retour allant des demi-finales à la finale.

### Phase de qualification
Les dix équipes affrontent à deux reprises les neuf autres équipes selon un calendrier tiré aléatoirement.
Le classement est établi sur le barème de points classique (victoire à 3 points, match nul à 1, défaite à 0).
Le départage final se fait selon les critères suivants :
- Le nombre de points.
- La différence de buts générale.
- Le nombre de buts marqué.

#### Classement
| Rang | Équipe                    | Pts | J  | G  | N | P  | Bp | Bc | Diff |
| ---- | ------------------------- | --- | -- | -- | - | -- | -- | -- | ---- |
| 1    | Diriangén FC              | 39  | 18 | 11 | 6 | 1  | 30 | 10 | +20  |
| 2    | Deportivo Ocotal (en) (P) | 38  | 18 | 12 | 2 | 4  | 43 | 12 | +31  |
| 3    | Deportivo Walter Ferreti  | 36  | 18 | 11 | 3 | 4  | 34 | 13 | +21  |
| 4    | Real Estelí FC (T)        | 33  | 18 | 10 | 3 | 5  | 37 | 13 | +24  |
| 5    | Real Madriz               | 23  | 18 | 6  | 5 | 7  | 16 | 27 | -11  |
| 6    | Deportivo Masatepe        | 21  | 18 | 6  | 3 | 9  | 23 | 24 | -1   |
| 7    | Deportivo Bluefields (en) | 21  | 18 | 5  | 6 | 7  | 26 | 33 | -7   |
| 8    | América Managua           | 20  | 18 | 6  | 2 | 10 | 19 | 36 | -17  |
| 9    | FC San Marcos             | 17  | 18 | 4  | 5 | 9  | 21 | 39 | -18  |
| 10   | Deportivo Jalapa (en)     | 3   | 18 | 0  | 3 | 15 | 7  | 49 | -42  |

| Légende : Qualifications et relégations | Légende : Qualifications et relégations                  |
| --------------------------------------- | -------------------------------------------------------- |
|                                         | Qualifié pour les demi-finales                           |
|                                         | (T) : Tenant du titre (P) : Promu de la saison 2006-2007 |

#### Matchs
| Résultats (▼dom., ►ext.)                                   | Amé | Blu | Dir | Jal | Mas | Dep | REs | RMa | San | Wal |
| América Managua                                            |     | 0-0 | 1-2 | 3-2 | 1-0 | 0-5 | 0-4 | 4-0 | 0-2 | 0-4 |
| Deportivo Bluefields (en)                                  | 2-0 |     | 0-3 | 3-0 | 2-2 | 1-2 | 1-4 | 2-1 | 4-1 | 1-1 |
| Diriangén FC                                               | 4-0 | 2-2 |     | 3-0 | 0-1 | 1-0 | 1-1 | 1-0 | 3-1 | 2-1 |
| Deportivo Jalapa (en)                                      | 0-3 | 0-3 | 1-1 |     | 1-1 | 1-3 | 0-3 | 0-3 | 0-3 | 0-3 |
| Deportivo Masatepe                                         | 1-2 | 2-0 | 0-2 | 3-0 |     | 2-2 | 0-2 | 5-2 | 3-1 | 1-0 |
| Deportivo Ocotal (en)                                      | 3-0 | 3-0 | 1-1 | 3-0 | 1-0 |     | 1-0 | 7-0 | 5-0 | 2-1 |
| Real Estelí FC                                             | 0-0 | 6-2 | 0-1 | 3-0 | 2-0 | 0-3 |     | 2-0 | 6-2 | 0-1 |
| Real Madriz                                                | 2-1 | 0-0 | 0-0 | 3-0 | 1-0 | 2-1 | 0-0 |     | 0-0 | 2-1 |
| FC San Marcos                                              | 1-3 | 3-3 | 0-2 | 2-2 | 3-1 | 1-0 | 0-4 | 0-0 |     | 1-1 |
| Deportivo Walter Ferreti                                   | 4-1 | 3-0 | 1-1 | 3-0 | 2-1 | 2-1 | 1-0 | 3-0 | 2-0 |     |
| - Victoire à domicile - Match nul - Victoire à l'extérieur |     |     |     |     |     |     |     |     |     |     |

### La Phase Finale
Les quatre équipes qualifiées sont réparties dans le tableau final d'après leur classement général.
En cas d'égalité sur la somme des deux matchs, c'est l'équipe ayant marqué le plus de buts à extérieur qui l'emporte puis une prolongation et une séance de tirs au but ont éventuellement lieu.

#### Tableau
|  |                          |            |                |            |                          |     |   |        |        |        |        |        |
|  | 1/2 finale               | 1/2 finale | 1/2 finale     | 1/2 finale | 1/2 finale               |     |   | Finale | Finale | Finale | Finale | Finale |
|  |                          |            |                |            |                          |     |   |        |        |        |        |        |
|  |                          |            |                |            |                          |     |   |        |        |        |        |        |
|  | Deportivo Ocotal (en)    | (2)        | 0              | 1          |                          |     |   |        |        |        |        |        |
|  | Deportivo Ocotal (en)    | (2)        | 0              | 1          |                          |     |   |        |        |        |        |        |
|  | Deportivo Walter Ferreti | (3)        | 1              | 1          |                          |     |   |        |        |        |        |        |
|  | Deportivo Walter Ferreti | (3)        | 1              | 1          | Deportivo Walter Ferreti | (3) | 0 | 0      | 0      |        |        |        |
|  |                          |            |                |            |                          | (3) | 0 | 0      | 0      |        |        |        |
|  |                          |            | Real Estelí FC | (4)        | 0                        | 0   | 1 |        |        |        |        |        |
|  | Diriangén FC             | (1)        | Real Estelí FC | (4)        | 0                        | 0   | 1 | 0      | 3      |        |        |        |
|  | Diriangén FC             | (1)        |                |            |                          |     |   | 0      | 3      |        |        |        |
|  | Real Estelí FC           | (4)        | 3              | 2          |                          |     |   |        |        |        |        |        |
|  | Real Estelí FC           | (4)        | 3              | 2          |                          |     |   |        |        |        |        |        |

#### Demi-finales
| Club                  | Aller | Retour | Club                     | Commentaire |
| Deportivo Ocotal (en) | 0-1   | 1-1    | Deportivo Walter Ferreti |             |
| Diriangén FC          | 0-3   | 3-2    | Real Estelí FC           |             |

#### Finale
| Match aller  | Real Estelí FC | 0:0   | Deportivo Walter Ferreti | Stade de l'Indépendance |  |
| 29 juin 2008 |                | (0:0) |                          |                         |  |

| Match retour   | Deportivo Walter Ferreti | 0:1 a.p. | Real Estelí FC   | Stade Ol. de l'Ind. de Managua |  |
| 6 juillet 2008 |                          | (0:0)    | Elmer Mejia 115e |                                |  |

## Classement cumulatif
| Rang | Équipe                    | Pts | J  | G  | N  | P  | Bp | Bc | Diff |
| ---- | ------------------------- | --- | -- | -- | -- | -- | -- | -- | ---- |
| 1    | Real Estelí FC (T)        | 78  | 36 | 24 | 6  | 6  | 88 | 32 | +56  |
| 2    | Diriangén FC              | 76  | 36 | 21 | 13 | 2  | 66 | 29 | +37  |
| 3    | Deportivo Walter Ferreti  | 69  | 36 | 20 | 9  | 7  | 69 | 35 | +34  |
| 4    | Deportivo Bluefields (en) | 50  | 36 | 13 | 11 | 12 | 60 | 57 | +3   |
| 5    | Deportivo Ocotal (en) (P) | 47  | 36 | 13 | 8  | 15 | 55 | 52 | +3   |
| 6    | Real Madriz               | 47  | 36 | 13 | 8  | 15 | 44 | 57 | -13  |
| 7    | Deportivo Masatepe        | 45  | 36 | 13 | 6  | 17 | 44 | 46 | -2   |
| 8    | FC San Marcos             | 38  | 36 | 9  | 11 | 16 | 44 | 75 | -31  |
| 9    | América Managua           | 34  | 36 | 10 | 4  | 22 | 39 | 65 | -26  |
| 10   | Deportivo Jalapa (en)     | 15  | 36 | 3  | 6  | 27 | 28 | 89 | -61  |

| Légende : Qualifications et relégations | Légende : Qualifications et relégations                          |
| --------------------------------------- | ---------------------------------------------------------------- |
|                                         | Ligue des champions de la CONCACAF 2008-2009 (Tour préliminaire) |
|                                         | Qualifié pour le barrage de relégation en Segunda División       |
|                                         | Relégué en Segunda División                                      |
|                                         | (T) : Tenant du titre (P) : Promu de la saison 2006-2007         |

## Barrage de relégation
| Club            | Aller | Retour | Club            | Commentaire |
| FC San Marcos   | 1-0   | 2-3    | Managua FC (en) |             |
| América Managua | 0-0   | 0-1    | Xilotepelt FC   |             |

## Finale du championnat
Le Real Estelí FC ayant remporté les deux tournois saisonniers, la finale du championnat n'a pas été jouée.

## Bilan du tournoi
| Tableau d'Honneur |                |
| Compétition       | Vainqueur      |
| Primera División  | Real Estelí FC |

| Qualifications continentales 2008-2009 |                |
| Ligue des champions                    | Qualifiés      |
| Tour Préliminaire                      | Real Estelí FC |

| Promotions et relégations   |                                                     |
| Relégué en Segunda División | FC San Marcos América Managua Deportivo Jalapa (en) |
| Promu de Segunda División   | Managua FC (en) VCP Chinandega (en) Xilotepelt FC   |